# Clément Koretzky
Clément Koretzky (* 30. Oktober 1990 in Miramas) ist ein ehemaliger französischer Radrennfahrer.

## Werdegang
Clément Koretzky gewann 2011 jeweils eine Etappe bei der U23-Austragung der Vuelta a la Comunidad de Madrid und beim Giro della Valle d’Aosta. Seinen ersten Vertrag bei einem internationalen Radsportteam erhielt er für die Saison 2012 beim französischen Continental Team La Pomme Marseille. Ab 2013 wechselte er zum Professional Continental Team Bretagne-Séché Environnement. Er gewann 2014 die Bergwertung des Étoile de Bessèges und 2015 – nunmehr für das Team Vorarlberg die Bergwertung der Boucles de la Mayenne.
Nachdem er nach der Saison 2016 keinen neuen Vertrag bei einem Profi-Team erhalten hatte, fuhr er noch ein Jahr bei den Amateuren und beendete zum Ende der Saison 2017 seine Karriere.

## Familie
Clément Koretzky ist der ältere Bruder von Victor Koretzky.

## Erfolge
2011
- eine Etappe Vuelta a la Comunidad de Madrid (U23)
- eine Etappe Giro della Valle d’Aosta

2014
- Bergwertung Étoile de Bessèges

2015
- Bergwertung Boucles de la Mayenne